# 寺西信一
寺西 信一（てらにし のぶかず、1953年 - ）は、日本のエンジニア、工学者。
イメージセンサ（撮像デバイス）の研究を行い、デジタルカメラの撮像デバイスの主流となっている埋込フォトダイオード（英: Pinned Photodiode）を発明したことで知られる。2017年のエリザベス女王工学賞の受賞者の一人である。
2017年現在、兵庫県立大学および静岡大学の特任教授を務める。

## 人物・来歴
兵庫県生まれ。三重県立津高等学校を経て、東京大学の理学系大学院物理学専攻修士課程を修了した後、1978年、日本電気（NEC）に入り、1980年に埋込フォトダイオードを発明した。このデバイスは1984年に名付けられた。埋込フォトダイオードは、CCD（電荷結合素子）を発展させた固体撮像素子の一つで、CCDと比較して効率が向上したことで画素サイズが小さくなり画像解像度が向上した。埋込フォトダイオードは、その後、デジタルカメラ技術の重要な構成要素であり続けている。
2000年までNECで勤務した後、パナソニックに移り2013年まで勤務した。2017年現在は兵庫県立大学および静岡大学の特任教授を務める。

## メディア出演
- BSフジLIVE プライムニュース：2017年3月3日（金）放送回[13]

## 栄誉
主な栄誉、受賞歴は次の通り。
- 全国発明表彰経済団体連合会会長発明賞（1994年）[14]
- 科学技術庁長官賞研究功績者（1997年）[15]
- 映像情報メディア学会丹羽高柳賞業績賞（2000年）[16]
- 映像情報メディア学会フェロー（2003年）[17]
- IEEEフェロー（2010年）[18]
- 英国王立写真協会、"Progress Medal and Honored Fellowship"（2010年）[19]
- アメリカ写真協会（英語版）、"Progress Award"（2011年）[20]
- 映像情報メディア学会、丹羽高柳賞功績賞（2013年）[21]
- 山崎貞一賞（2013年）[22]
- J. J. エバーズ賞"IEEE EDS J.J.Ebers Award"（2013年）、J. J. Ebers Award（英語版）[23]
- クイーンエリザベス工学賞（2017年度）、マイケル・フランシス・トンプセット（英語版）、エリック・フォッサム（英語版）、およびジョージ・E・スミスとともに受賞した[24]。日本人としては初めての受賞者となった[25][26]。
- 紫綬褒章（2018年）[27]
- NHK放送文化賞（2023年）[28]
- テクノロジー&エンジニアリング・エミー賞、Technology_and_Engineering_Emmy_Awards（英語版） (2023年）[29]
- 映像情報メディア学会名誉会員（2023年）[30]

## 著作物
主なものの一部
- N. Teranishi, A. Kohono, Y. Ishihara, E. Oda, K. Arai (1982). No image lag photodiode structure in the interline CCD image sensor. Proc IEDM (Electron Devices Meeting, 1982 International, 13–15 December 1982): 324–27 doi:10.1109/IEDM.1982.190285
- 電子情報通信学会知識ベース ｜4編　画像入力とカメラ(『画像入力とカメラ』 (現代電子情報通信選書『知識の森』)2012年、オーム社、ISBN 4274212092）
  - 1-2　撮像デバイスの原理と基礎 （執筆）寺西信一（パナソニック）